# René d'Astorg
Pour les articles homonymes, voir Astorg.
Le comte René d'Astorg, né le 29 octobre 1860 et mort à Pau le 28 décembre 1940, est un pyrénéiste français.

## Biographie
Membre de la famille d'Astorg, descendant des généraux Jacques-Marie et Eugène d'Astorg, il est le gendre d'Antonin Deloume. Sa famille, descendant d'une vieille famille espagnole, longtemps établie en Guyenne, et qui acheta des terres en Bretagne et en Franche-Comté, est installée à Pau. Il fait des études de droit et se passionne très tôt pour l’exploration des Pyrénées.
Lié avec le comte Henry Russell et avec Henri Brulle et Roger de Monts, les pionniers du « pyrénéisme de difficulté », il réalise de nombreuses premières :
- le 2 août 1892, avec Henri Brulle, Célestin Passet et Henri Courtade, la face nord du Petit Astazou,
- le 11 août 1893, première du Grand Gabiétou, avec les mêmes,
- le 9 août 1897, avec Brulle, Forbes Morgan, Célestin Passet et François Bernat-Salles, une nouvelle voie dans la face nord du Mont Perdu,
- le 9 juillet 1901, la première du point culminant du Pic du Milieu, dans le massif de l'Aneto, avec Brulle, Célestin Passet et François Bernat-Salles. Appelé pic Lerilica, il est rebaptisé pointe d'Astorg.
- le 3 août 1901, première du Balaïtous par l’arête Peytier-Hossard, avec Brulle et Célestin Passet,
- le 25 juillet 1902, première du Petit Encantat, avec Brulle et Germain Castagné (le gendre de Célestin Passet),
- le 18 juillet 1903, première du Bassiero ouest, avec les mêmes.

La bibliothèque de Pau conserve le manuscrit de son journal (1885).
René d’Astorg est le père du général Jacques d’Astorg, et le grand-père du général Renaud d’Astorg.

## Sources
- Henri Beraldi, Cent ans aux Pyrénées, Paris, 1898-1904, sept volumes in-8°. Rééditions par « Les Amis du Livre Pyrénéen », Pau, 1977, puis par la « Librairie des Pyrénées et de Gascogne », Pau, 2001.